# Uwe Jens Jensen

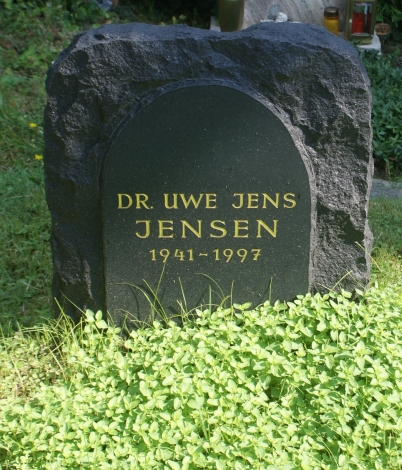
Grabstätte von Uwe Jens Jensen

Uwe Jens Jensen (* 3. Juni 1941 in Hamburg; † 25. Mai 1997 in Wien) war ein deutscher Dramaturg, Theaterregisseur und Autor.

## Leben und Wirken
Jensen studierte Literatur, Geschichte und Theaterwissenschaft in Hamburg, Tübingen und Wien. 1967 beendete er sein Studium mit der Promotion.
Ab 1967 war er Dramaturg in Köln, Tübingen und Oberhausen. 1972 bis 1979 wirkte er in derselben Funktion am Staatstheater Stuttgart und war dort seit 1974 auch Co-Direktor und Regisseur. Von 1979 bis 1986 war er am Schauspielhaus Bochum und von 1986 bis 1989 am Wiener Burgtheater tätig.
Jensen inszenierte eigene Stücke in der Form einer Revue meist in Zusammenarbeit mit dem Musiker Hansgeorg Koch. Zu diesen Werken gehörten Elvis Presley Memorial (Uraufführung 1977, Stuttgart), Unsere Republik (Uraufführung 1980, Bochum), John Lennon (Uraufführung 1986, Bochum), Elvis und John (Uraufführung 1987, Burgtheater Wien) sowie Tana in New York (Uraufführung 1990, Bochum).
Weitere Regiearbeiten waren unter anderem Der deutsche Mittagstisch von Thomas Bernhard (Uraufführung 1982, Bochum), Winterreise (1985, Bochum), Ab heute heißt du Sara von Detlef Michel und Volker Ludwig (Uraufführung 1989, Berlin), MauerStücke von Manfred Karge (Deutsche Erstaufführung 1989, Bochum), Die Weber (1992, Mysore) und Die Dreigroschenoper (1993, Turku).
Jensen schrieb zudem zwei Kinderbücher und Kinderstücke, außerdem übersetzte er mehrere Dramen von William Shakespeare.
Er wurde am Grinzinger Friedhof (Gruppe 1B, Nummer 99) in Wien bestattet.